# Atef Ebeid
Atef Muhammad Ebeid (en árabe: عاطف محمد عبيد; Tanta, 14 de abril de 1932 − 12 de septiembre de 2014) fue un político egipcio, primer ministro de Egipto entre 1999 y 2004.

## Biografía
Ebeid nació en Tanta, gobernación de Gharbia, el 14 de abril de 1932. Se graduó en la Universidad de El Cairo en 1955 y recibió el doctorado de la Universidad de Illinois en Urbana-Champaign en 1962.
Fue profesor en la Universidad de El Cairo hasta que se dedicó a la política. En la década de 1990 se desempeñó en varios cargos políticos, fue ministro de Asuntos del Gabinete y ministro de Estado para Desarrollo Administrativo. Fue primer ministro de Egipto desde el 5 de octubre de 1999 al 14 de julio de 2004. Renunció al cargo el 9 de julio de 2004, en medio de una creciente presión por parte de la comunidad empresarial que exigía una privatización más rápida. Ahmed Nazif lo reemplazó en el cargo.
Ebeid ejerció como presidente en funciones de Egipto desde el 20 de junio de 2004 al 6 de julio de 2004, período en el que el presidente Hosni Mubarak recibió tratamiento médico en Alemania. También fue asesor económico de Mubarak.
Fue presidente del Arab International Bank. En abril de 2011 fue destituido de su cargo por el entonces primer ministro Essam Sharaf, por acusaciones de corrupción.
Ebeid fue condenado a diez años de prisión el 1 de marzo de 2012 por despilfarrar fondos públicos. A principios de enero de 2013 la Corte de Apelaciones de Egipto anuló la sentencia y ordenó que el ex primer ministro tuviera un nuevo juicio, que se celebró a finales de enero de 2013. El tribunal de nuevo lo absolvió de los cargos de fraude.
Falleció el 12 de septiembre de 2014 a los 82 años.